# НИКИЭТ имени Н. А. Доллежаля
Научно-исследовательский и конструкторский институт энерготехники имени Н. А. Доллежаля. Директор — Каплиенко Андрей Владимирович.

## История
НИКИЭТ (НИИ-8) создан в 1952 году по постановлению Совета Министров СССР. Перед новым НИИ ставилась задача по разработке ядерной энергетической установки для подводных лодок. Директором и научным руководителем стал Н. А. Доллежаль.
В городе Заречный (Свердловская область) расположен Свердловский филиал НИКИЭТ.
В 1954 году был разработан проект ядерной энергетической установки для первой советской атомной подводной лодки К-3 «Ленинский комсомол».
В последующие годы в НИКИЭТ был разработан проект водографитового канального реактора большой мощности РБМК. Реакторы РБМК-1000 эксплуатируются на Ленинградской, Курской и Смоленской АЭС. В 1986 году на подобном реакторе из-за конструктивных недостатков произошла авария на 4-м блоке Чернобыльской АЭС.
Располагает обширной экспериментальной базой, на базе института созданы различные отраслевые центры Минатома России. Является головным исполнителем работ как по ядерной и радиационной безопасности при утилизации атомных подводных лодок и надводных кораблей ВМФ, так и по экологической реабилитации радиационно опасных объектов ВМФ.
В 2010-х годах стал головной конструкторской организацией в проекте по созданию ядерной энергодвигательной установки мегаваттного класса для межорбитального буксира «Транспортно-энергетический модуль».
В связи с началом полномасштабной войны с Украиной АО НИКИЭТ как предприятие ВПК находится под международными санкциями Евросоюза, США, Великобритании, Канады, Японии и Украины.

## Известные сотрудники
- Адамов, Евгений Олегович
- Аден, Владимир Геннадьевич
- Алещенков, Пётр Иванович
- Батуров, Борис Борисович
- Бовин, Анатолий Петрович
- Деленс, Павел Антонович
- Доллежаль, Николай Антонович
- Драгунов, Юрий Григорьевич
- Емельянов, Иван Яковлевич
- Иванов, Валентин Борисович
- Кадочников, Владимир Дмитриевич
- Младов, Вадим Романович
- Орлов, Виктор Владимирович
- Шарыгин, Леонид Михайлович
- Шишкин, Владимир Александрович
- Шубин, Олег Никандрович

## В филателии
В 2024 году Почтой России была выпущена марка, посвященная Н. А. Доллежалю, на которой также изображено здание института.